# Elaphoglossum huacsaro
Elaphoglossum huacsaro là một loài thực vật có mạch trong họ Lomariopsidaceae. Loài này được (Ruiz) Christ mô tả khoa học đầu tiên năm 1899.